# Katodivaihe
Katodivaihe (с фин. — «катод-фаза») — шестой студийный альбом финского электронного экспериментального дуэта Pan Sonic, издан в 2007 году.

## Об альбоме
О выходе альбома было объявлено в ноябре 2006 года, однако, он увидел свет лишь 30 апреля 2007 года. Альбом записан при участии исландской виолончелистки Хильдур Гуднадоттир (композиции «Virta 1.», «Suhteellinen» и «Virta 2.»).
«Katodivaihe» является первым альбомом дуэта, выпущенным на независимом лейбле Blast First (petite). Смена лейбла произошла по собственной инициативе коллектива после слияния звукозаписывающей компании Mute Records и, соответственно, её подразделения Blast First с медиа-холдингом EMI.

## Список композиций
1. Virta 1. (Электроток 1.) — 05:40
2. Lähetys (Послание) — 04:53
3. Koneistaja (Машинист) — 02:48
4. Hyönteisistä (О насекомых) — 02:51
5. Laptevinmeri (Море Лаптевых) — 04:59
6. Kuumuudessa Muodostuva (Рождённый в огне) — 02:16
7. Hertsilogia (Герцология) — 04:54
8. Suhteellinen (Соревнующиеся) — 09:01
9. Kytkennät (Соединения) — 06:54
10. Haiti (Гаити) — 06:31
11. Hinaaja (Буксир) — 05:06
12. Tykitys (Артобстрел) — 03:18
13. Leikkuri (Резец) — 02:26
14. Virta 2. (Электроток 2.) — 05:51